# 多夫巴赫河 (利馬特河支流，斯普賴滕巴赫)
47°25′40″N 8°23′13″E / 47.42764°N 8.38694°E

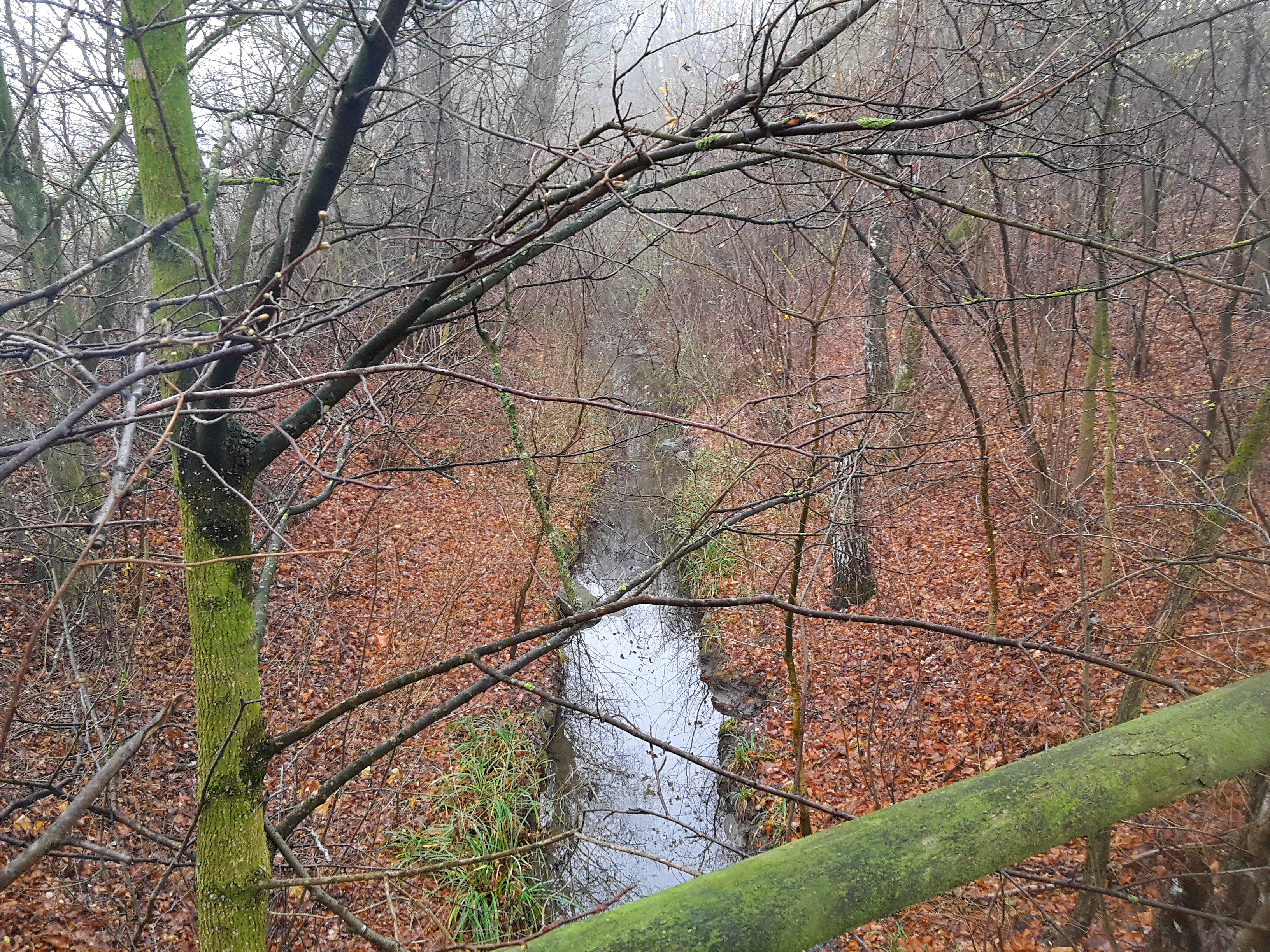

多夫巴赫河是瑞士的河流，位於該國北部，流經阿爾高州，屬於利馬特河的左支流，河道全長5.6公里，流域面積5.3平方公里，流經海特斯貝格山東坡。河畔城鎮有貝利孔、雷梅奇維爾和斯普賴滕巴赫。